# Come as You Are
Pour les articles homonymes, voir Come as You Are (homonymie).
Vous lisez un « bon article » labellisé en 2017.
Singles de Nirvana
On a Plain
(1991) Lithium
(1992)
Pistes de Nevermind
In Bloom
(2) Breed
(4)
Come as You Are est une chanson du groupe américain de grunge Nirvana écrite par Kurt Cobain, éditée en 1991 sur l'album Nevermind dont elle est le deuxième single, sorti en 1992. Cette chanson a été composée un peu avant l'enregistrement de Nevermind. Elle fait partie des titres plus calmes de l'album et ses paroles peuvent être interprétées de diverses manières. Le groupe Killing Joke a accusé Nirvana d'avoir plagié le riff de guitare de leur chanson Eighties mais n'a pas engagé de poursuites judiciaires.
Le single s'est classé à la 32e place du Billboard Hot 100 aux États-Unis, à la 9e place de l'UK Singles Chart au Royaume-Uni et à la 12e place du Top 50 en France. Il est depuis disque d'or au Royaume-Uni et disque de platine en Italie. Elle est généralement considérée comme l'une des meilleures chansons du groupe et a été reprise par plusieurs autres artistes. En 2005, une pancarte y faisant référence a été installée à l'entrée d'Aberdeen, ville natale de Kurt Cobain.

## Enregistrement
Come as You Are est l'une des nouvelles chansons que Nirvana enregistre sur une cassette de répétitions, que le groupe envoie au producteur Butch Vig un peu avant l'enregistrement de l'album Nevermind. Vig réalise son potentiel et la sélectionne pour faire partie de l'album. L'enregistrement de celui-ci se déroule aux studios Sound City de Van Nuys en mai 1991. Kurt Cobain et Chris Novoselic accordent leurs guitares en ré mineur (D-G-C-F-A-D du grave vers l'aigu) pour enregistrer la chanson. Cobain enregistre son solo de guitare en deux prises et la partie vocale en trois prises, la première étant finalement choisie pour être utilisée. Vig demande ensuite à Cobain de doubler sa piste vocale et, durant cette session, Cobain chante accidentellement trop tôt le vers « No I don't have a gun », qui chevauche ainsi la quatrième répétition du mot « Memoria » après le solo de guitare. Il décide cependant de conserver cette erreur pour la version définitive de l'enregistrement. Vig échantillonne un « Memoria » du milieu de la chanson et le place en bruit de fond à la fin de la chanson, répété deux fois.

## Thèmes et composition

### Musique
Come as You Are est un morceau doux-amer et plus calme que les deux précédentes pistes de Nevermind, mais renforcé par une « basse proéminente qui lui confère un air inquiétant » et une « batterie puissante mais tout en nuances ». La chanson commence avec un riff de guitare de Cobain d'une durée de huit secondes. La section rythmique apparaît avant l'entame du premier couplet, qui est calme et mélancolique. Le volume sonore prend de l'ampleur pour le refrain, une technique de changement de nuances que le groupe utilise sur un bon nombre de chansons de l'album. Cobain utilise une pédale de chorus (Electro-Harmonix Small Clone) pour donner à son instrument une sonorité « diluée » pendant les couplets et la montée avant le refrain. Le morceau présente la particularité de comporter l'un des plus longs solos de guitare de Kurt Cobain, peu habitué à cet exercice. Butch Vig explique que ce solo a pour but de « compléter la mélodie de la chanson » et n'est pas une « démonstration pour la frime ». Parmi les titres les plus avenants de l'album, Come as You Are est également l'un des derniers à avoir été écrit.

### Textes
Comme souvent avec les chansons écrites par Cobain, le sens des paroles n'est pas clair mais, pour Isabelle Chelley, il est probable qu'il y évoque l'héroïne. Le vers « Come doused in mud, soaked in bleach » (« Viens couvert de boue, décapé à l'eau de javel »), perçu par certains comme un hymne à la tolérance raciale, est en effet pour elle une référence à l'héroïne, celle qui circule alors à Seattle ayant un aspect proche de celui de la boue alors qu'une campagne incitant les héroïnomanes à nettoyer leurs seringues a comme slogan « Bleach your work ». L'explication officielle de Cobain est cependant que la chanson évoque les gens forcés d'agir de façon contradictoire à leur nature pour satisfaire à ce qu'on attend d'eux. Florent Mazzoleni estime que c'est un appel aux marginaux que Kurt Cobain est prêt à accueillir et qu'il leur intime de venir comme ils sont. Le titre renvoie à School, quatrième chanson de l'album Bleach, dans laquelle les relations entre adolescents à Aberdeen étaient décriées.

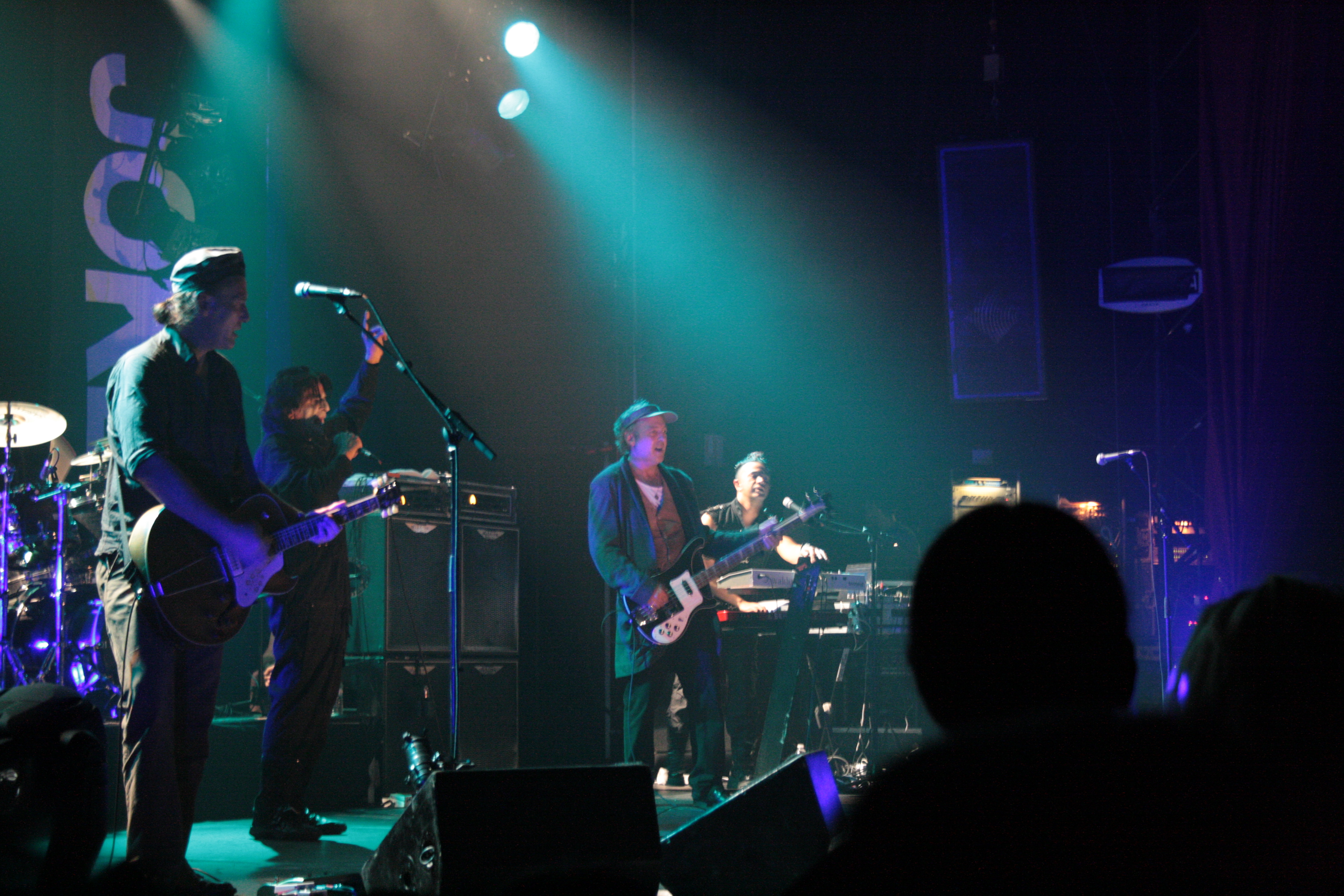
Le groupe Killing Joke, ici en concert au Bataclan en 2010, a accusé Nirvana d'avoir plagié le riff de guitare d'une de leurs chansons.

### Interprétations et théories après le décès de Kurt Cobain
Par ailleurs, le vers « And I swear that I don't have a gun » (« et je jure que je n'ai pas de flingue ») prend une autre dimension après le suicide du chanteur, donnant naissance à des théories farfelues, mais gun signifie également « seringue » en argot. Pour Mark Dening, ce vers est une « tentative de rassurer les auditeurs dans le fait que, aussi misanthrope soit-il, sa cible est le monde dans son ensemble et non les individus ». Dening ajoute que cette chanson, avec « son mode mineur décroissant », est une « oasis de compassion et de compréhension » rare chez le groupe. Catherine Creswell prend pour exemple les vers « Take your time, hurry up, choice is yours, don't be late » (« Prends ton temps, dépêche-toi, c'est ton choix, ne sois pas en retard ») pour affirmer que les paroles « forment des séries de lieux communs vides de sens dont la signification apparente est une contradiction artificielle ou simplement énoncée pour la rime ».

### Accusation de plagiat
Après la sortie du single, Jaz Coleman, leader du groupe post-punk anglais Killing Joke, accuse Nirvana d'avoir plagié le riff de guitare de leur titre Eighties (1984). D'après le magazine Rolling Stone, le groupe anglais n'engage cependant aucune poursuite judiciaire pour violation du droit d'auteur. Toutefois, d'autres versions de l'histoire circulent selon lesquelles Killing Joke aurait effectivement intenté une action en justice mais aurait été débouté,, ou encore que les poursuites auraient été arrêtées à la suite de la mort de Kurt Cobain. Dans une interview de 1994, Geordie Walker, le guitariste de Killing Joke, explique que son label a envoyé à Geffen Records une lettre où deux musicologues jugent que le plagiat est avéré mais qu'il leur aurait été rétorqué que Nirvana n'avait jamais entendu parler d'eux, alors même que Walker affirme qu'ils leur avaient envoyé une carte de vœux pour Noël. Par ailleurs, le critique musical Jack Rabid rapporte en 2004 que la chanson Life Goes On (1982), du groupe The Damned, comporte un riff extrêmement semblable à celui de Come as You Are et Eighties. Malgré cette controverse, Dave Grohl, ancien batteur de Nirvana, accepte en 2003 de tenir la batterie sur un album de Killing Joke, démontrant ainsi que l'incident était clos.

## Parution et accueil
Alors que DGC Records a jeté son dévolu sur Come as You Are en tant que premier single de l'album, c'est finalement Smells Like Teen Spirit qui paraît d'abord. Il a pour objectif de rassembler une base de fans parmi les amateurs de rock alternatif, tandis que Come as You Are doit fédérer un public plus large, notamment par le biais de passages dans des radios plus écoutées. Toutefois, Smells Like Teen Spirit est un succès surprise qui assure la popularité du groupe et de l'album, et Come as You Are sert donc uniquement à la maintenir.
Circonspects à propos de la similarité entre le riff principal de Come as You Are et celui d'Eighties de Killing Joke, le groupe et le label hésitent toutefois à le sortir. Danny Goldberg, l'agent artistique de Nirvana, rapporte qu'ils n'arrivaient pas à se décider entre Come as You Are et In Bloom car « Kurt était mal à l'aise » en raison de cette similarité « et il avait raison car Killing Joke s'est par la suite plaint à ce propos ». Everett True écrit dans sa biographie de Nirvana que Come as You Are a été finalement choisie car « Goldberg a privilégié la chanson la plus clairement commerciale ».
La chanson est publiée dans un premier temps en vinyle le 24 février 1992,, avant qu'une version CD ne soit disponible à partir du 3 mars. Aux États-Unis, le single reste dans le Billboard Hot 100 pendant 18 semaines et grimpe jusqu'à la 32e place. Il occupe également la 3e place des classements Alternative Songs et Mainstream Rock Tracks,. Dans les autres pays, le single se classe notamment à la 9e place de l'UK Singles Chart au Royaume-Uni et à la 12e place du Top 50 en France. En 2015, le single est certifié disque d'argent au Royaume-Uni, puis disque d'or en 2017, soit vendu à plus de 400 000 exemplaires. En 2018, il est certifié disque de platine (50 000 exemplaires) en Italie.

### Classements et certifications
| Classement (1992)                        | Meilleure position |
| ---------------------------------------- | ------------------ |
| Allemagne (Media Control AG)             | 22                 |
| Australie (ARIA)                         | 25                 |
| Autriche (Ö3 Austria Top 40)             | 28                 |
| Belgique (Flandre Ultratop 50 Singles)   | 15                 |
| Canada (Canadian Singles Chart)          | 27                 |
| Espagne (AFYVE)                          | 16                 |
| États-Unis (Album Rock Recurrent Tracks) | 1                  |
| États-Unis (Alternative Songs)           | 3                  |
| États-Unis (Hot 100)                     | 32                 |
| États-Unis (Mainstream Rock Tracks)      | 3                  |
| Finlande (Suomen virallinen lista)       | 8                  |
| France (SNEP)                            | 12                 |
| Irlande (Irish Singles Chart)            | 7                  |
| Italie (FIMI)                            | 8                  |
| Nouvelle-Zélande (RMNZ)                  | 3                  |
| Pays-Bas (Nederlandse Top 40)            | 14                 |
| Pays-Bas (Single Top 100)                | 16                 |
| Royaume-Uni (UK Singles Chart)           | 9                  |
| Suède (Sverigetopplistan)                | 24                 |
| Suisse (Schweizer Hitparade)             | 21                 |

| Pays              | Ventes    | Certifications |
| ----------------- | --------- | -------------- |
| Italie (FIMI)     | 50 000 +  | Platine        |
| Royaume-Uni (BPI) | 400 000 + | Or             |

### Accueil critique
Pour Mark Dening, d'AllMusic, cette chanson, avec « son mode mineur qui descend harmoniquement », est une « oasis de compassion et de compréhension » rare chez le groupe. Selon le site Forces parallèles, c'est « la chanson la plus pop de l'album », portée par « un riff accrocheur, qui tourne en boucle, apportant une petite dimension hypnotique au morceau » et « un duo basse/batterie impeccable ». Le magazine New Musical Express la classe en 9e position dans sa liste des 20 meilleures chansons de Nirvana. Elle figure à la 452e place du classement des 500 meilleures chansons de tous les temps du magazine Rolling Stone en 2010, ainsi qu'à la 28e place du classement des 100 meilleurs singles de tous les temps du magazine Kerrang! en 2008. En 2014, Slant Magazine la classe en 5e position de sa liste des 15 meilleures chansons de Nirvana, soulignant sa ligne de guitare qui « commence de façon très atmosphérique avant d'être progressivement submergée par la distorsion et de culminer dans un solo perturbant ». La même année, elle figure en 9e position d'une liste des 10 meilleures chansons de Nirvana établie par Stereogum, qui évoque « l'une des chansons les plus évocatrices et les mieux construites du groupe ».

## Clip vidéo
Le clip du single est réalisé par Kevin Kerslake, qui dirigera plus tard les clips de Lithium, In Bloom et Sliver. Après son expérience jugée peu satisfaisante avec Samuel Bayer pour le clip de Smells Like Teen Spirit, Kurt Cobain choisit Kerslake en raison de son style impressionniste. Cobain laisse à Kerslake une grande marge de manœuvre pour concevoir le clip, lui donnant pour seules consignes de rendre un hommage à la pochette de Nevermind et d'inclure « beaucoup de violet et de rouge ». Le groupe tourne des séquences en extérieur dans un parc de Hollywood Hills quelques jours avant le tournage principal. Kerslake projette ces séquences en arrière-plan de nombreux plans de la partie principale du clip.
Le clip présente le groupe dans une pièce sombre avec un effet de chute d'eau à l'avant de l'image qui brouille et déforme les visages du trio, une idée suggérée par Cobain. Une succession d'images telles que des cellules se multipliant à une vitesse incroyable ou d'un organisme vivant à son stade embryonnaire sont montrées tout au long du clip. On y voit également Kurt Cobain se balançant suspendu à un lustre, de l'eau qui commence à s'écouler dans la pièce, un chien portant une collerette, un bébé nageant sous l'eau (référence à la pochette de Nevermind) et un pistolet coulant lentement. Le clip se termine par une image du groupe, avec Cobain au premier plan rampant sur le sol et embrassant la caméra,.

## Reprises
Une version acoustique de la chanson est interprétée par Nirvana pour l'émission MTV Unplugged diffusée le 14 décembre 1993 et figure sur l'album MTV Unplugged in New York paru l'année suivante. Elle a ensuite été reprise dans des versions jazz par Charlie Hunter, electro par Dani Siciliano et lounge par Caetano Veloso. Émilie Simon en a interprété une version en live qui figure sur son album À l'Olympia (2007), alors que les groupes Midnight Juggernauts et Mando Diao, à l'occasion d'albums rendant hommage au 20e anniversaire de la sortie de Nevermind, ainsi que le chanteur de reggae Little Roy, en ont aussi interprété leurs propres versions. Indochine reprend la chanson en hommage à Stéphane Sirkis, pendant sa tournée acoustique Nuits intimes en 2001.
La chanson est utilisée dans une scène du film Captain Marvel (2019). Après la sortie du film, Billboard observe une forte hausse des téléchargements payants et des vues en streaming de la chanson, qui fait alors son entrée à la 11e place du classement Hot Rock Songs du magazine.

## Culture populaire

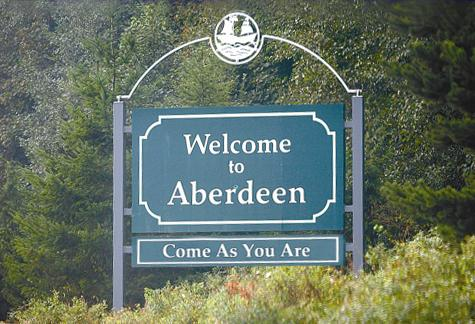
Panneau à l'entrée d'Aberdeen, ville natale de Kurt Cobain, en hommage à cette chanson.

Une pancarte sur laquelle est inscrite « Welcome to Aberdeen, Come As You Are » (« Bienvenue à Aberdeen, venez comme vous êtes ») est installée à l'entrée d'Aberdeen, ville natale de Kurt Cobain, en avril 2005. Cette pancarte a été payée et conçue par le Kurt Cobain Memorial Committee, une association à but non lucratif fondée en mai 2004 dans le but d'honorer la mémoire du chanteur de Nirvana. C'est le premier projet mené à bien par cette association, créée par l'écrivain Jeff Burlingame et par Paul Fritts, membre du conseil municipal de la ville, avant la création d'un jardin public nommé Kurt Cobain Memorial Park et d'un foyer pour jeunes.
Le livre de Michael Azerrad sur l'histoire de Nirvana, Come as You Are: The Story of Nirvana, paru en 1993, a également été nommé en référence à la chanson. Par ailleurs, le groupe Blink-182 a parodié les vers « Take your time, hurry up, choice is yours, don't be late » dans sa chanson Adam's Song avec les paroles « I took my time, I hurried up, The choice was mine, I didn't think enough ».

## Fiche technique

### Liste des pistes
Toutes les chansons sont écrites et composées par Kurt Cobain sauf contre-indication.
| 1. | Come as You Are  | 3:38 |
| 2. | School (live)    | 2:31 |
| 3. | Drain You (live) | 3:35 |

| 1. | Come as You Are   |                                            | 3:38 |
| 2. | Endless, Nameless | Kurt Cobain, Dave Grohl et Krist Novoselic | 6:40 |
| 3. | School (live)     |                                            | 2:31 |
| 4. | Drain You (live)  |                                            | 3:35 |

| A. | Come as You Are  | 3:38 |
| B. | Drain You (live) | 3:35 |

| A. | Come as You Are   |                                            | 3:38 |
| B. | Endless, Nameless | Kurt Cobain, Dave Grohl et Krist Novoselic | 6:40 |

| A.  | Come as You Are   |                                            | 3:38 |
| B1. | Endless, Nameless | Kurt Cobain, Dave Grohl et Krist Novoselic | 6:40 |
| B2. | Drain You (live)  |                                            | 3:35 |

| A.  | Come as You Are   |                                            | 3:38 |
| B1. | Endless, Nameless | Kurt Cobain, Dave Grohl et Krist Novoselic | 6:40 |
| B2. | School (live)     |                                            | 2:31 |

| A. | Come as You Are  | 3:38 |
| B. | Drain You (live) | 3:35 |

| A. | Come as You Are   |                                            | 3:38 |
| B. | Endless, Nameless | Kurt Cobain, Dave Grohl et Krist Novoselic | 6:40 |

### Crédits
- Kurt Cobain : chant, guitare
- Dave Grohl : batterie
- Chris Novoselic : basse

### Ouvrages
- (en) Michael Azerrad, Come as You Are : The Story of Nirvana, Doubleday, 1er septembre 1993, 336 p. (ISBN 0-385-47199-8).

1. ↑  Azerrad 1993, p. 166-167.
2. ↑  Azerrad 1993, p. 227.
3. 1 2  Azerrad 1993, p. 246.
4. ↑  Azerrad 1993, p. 247.

- (en) Jim Berkenstadt et Charles R. Cross, Classic Rock Albums : Nevermind, Schirmer Books, 9 novembre 1998, 173 p. (ISBN 0-02-864775-0).

1. 1 2 3  Berkenstadt 1998, p. 71.
2. ↑  Berkenstadt 1998, p. 72.

- Isabelle Chelley, Dictionnaire des chansons de Nirvana, Paris, Tournon, 18 avril 2005, 213 p. (ISBN 2-914237-40-5).

1. 1 2 3  Chelley 2005, p. 43.
2. 1 2  Chelley 2005, p. 44.
3. ↑  Chelley 2005, p. 46.
4. ↑  Chelley 2005, p. 45.

- Florent Mazzoleni, Nirvana et le Grunge : 15 Ans de Rock Underground américain, Paris, Presses de la Cité, coll. « Gilles Verlant présente », 6 février 2006, 159 p. (ISBN 2-258-06963-7).

1. 1 2 3  Mazzoleni 2006, p. 108.

- (en) Jeff Apter, The Dave Grohl Story, Omnibus Press, 1er décembre 2007, 288 p. (ISBN 978-1-84609-762-1).

1. ↑  Apter 2007, p. 147.
2. ↑  Apter 2007, p. 153.

- Autres ouvrages

1. ↑  (en) Catherine Creswell, Genxegesis : Essays on Alternative Youth (sub)culture, Popular Press, 2003, p. 81.
2. ↑  (en) Everett True, Nirvana : The Biography, Da Capo Press, 2007, 636 p. (ISBN 978-0-306-81554-6 et 0-306-81554-0), p. 357.
3. ↑  (es) Fernando Salaverri, Sólo éxitos, año an año, 1959-2002, Fundación Author-SGAE, 2005, 1046 p. (ISBN 84-8048-639-2), p. 605.
4. ↑  (fi) Timo Pennanen, Sisältää hitin : levyt ja esittäjät Suomen musiikkilistoilla vuodesta 1972, Otava Publishing Company Ltd., 2003, 368 p. (ISBN 951-1-21053-X, lire en ligne).
5. ↑  (it) Dario Salvatori, 40 anni di hit parade italiana: [le canzoni, gli interpreti, i record e le curiosità di tutte le classifiche dal 1957 a oggi], Tarab, 1999, 558 p. (ISBN 88-86675-55-0).

### Articles de presse
1. 1 2  (en) Carrie Borzillo-Vrenna, « Nirvana Pay Back Killing Joke », Rolling Stone,‎ 10 avril 2003.
2. 1 2  (en) Daniel Lukes, « Conspiracy of Two », Kerrang!,‎ 12 avril 2003.
3. ↑  (en) Tim Slater, « Killing Joke Interview », Guitarist,‎ décembre 1994.
4. ↑  (en) Jack Rabid, « What's This For? More Revelations from Jaz Coleman », The Big Takeover, no 54,‎ été 2004.

### Autres sources
1. 1 2  (en) Mark Dening, « Come as You Are Review », AllMusic (consulté le 27 mars 2013).
2. ↑  (en) « Nirvana - Come as You Are (Vinyl) », sur discogs.com (consulté le 1er avril 2013).
3. ↑  (en) « Nirvana - Come as You Are (CD) », sur discogs.com (consulté le 1er avril 2013).
4. 1 2  (en) « Nirvana Chart History », Billboard (consulté le 14 septembre 2017).
5. 1 2  (en) « Nirvana - Chart history », sur billboard.com (consulté le 14 septembre 2017).
6. 1 2  (en) « Nirvana - Chart history », sur billboard.com (consulté le 14 septembre 2017).
7. 1 2  (en) « Nirvana Singles », sur officialcharts.com (consulté le 27 mars 2013).
8. 1 2  Lescharts.com – Nirvana – Come as You Are. SNEP. Hung Medien. Consulté le 25 septembre 2017.
9. 1 2  (en) « BPI Awards - bpi », BPI (consulté le 5 décembre 2017).
10. 1 2  (it) « FIMI - Certificazioni -  Nirvana », sur fimi.it (consulté le 5 février 2018).
11. ↑  (de) Musicline.de – Nirvana. GfK Entertainment. PhonoNet GmbH.
12. ↑  (en) Australian-charts.com – Nirvana – Come as You Are. ARIA Top 50 Singles. Hung Medien. Consulté le 25 septembre 2017.
13. ↑  (de) Austrian-charts.com – Nirvana – Come as You Are. Ö3 Austria Top 40. Hung Medien. Consulté le 25 septembre 2017.
14. ↑  (nl) Ultratop.be – Nirvana – Come as You Are. Ultratop 50. Ultratop et Hung Medien / hitparade.ch. Consulté le 25 septembre 2017.
15. ↑  (en) « Top Singles - Volume 55, No. 16, April 18 1992 », sur collectionscanada.gc.ca (consulté le 27 mars 2013).
16. ↑  (en) « Album Rock Recurrent Tracks », Billboard, vol. 104, no 29,‎ 18 juillet 1992, p. 68 (ISSN 0006-2510, lire en ligne).
17. ↑  (en) « Search Song Title - Come as You Are », sur IrishCharts.ie (consulté le 27 mars 2013).
18. ↑  (en) Charts.org.nz – Nirvana – Come as You Are. RMNZ. Hung Medien. Consulté le 25 septembre 2017.
19. ↑  (nl) Nirvana – Top 40-artiesten. Nederlandse Top 40. Stichting Nederlandse Top 40. Consulté le 25 septembre 2017.
20. ↑  (nl) Dutchcharts.nl – Nirvana – Come as You Are. Single Top 100. Hung Medien. Consulté le 25 septembre 2017.
21. ↑  (en) Swedishcharts.com – Nirvana – Come as You Are. Singles Top 60. Hung Medien. Consulté le 25 septembre 2017.
22. ↑  (en) Swisscharts.com – Nirvana – Come as You Are. Schweizer Hitparade. Hung Medien. Consulté le 25 septembre 2017.
23. ↑  « Nirvana - Nevermind », sur nightfall.fr, 18 octobre 2005 (consulté le 28 mars 2013).
24. ↑  (en) « Countdown: 20 Greatest Nirvana Songs Ever », New Musical Express (version du 6 février 2005 sur Internet Archive).
25. ↑  (en) « 500 Greatest Songs of All Time », Rolling Stone (consulté le 28 mars 2013).
26. ↑  (en) « Kerrang! 100 Greatest Singles of All Time », sur acclaimedmusic.net (consulté le 28 mars 2013).
27. ↑  (en) « The 15 Greatest Nirvana Songs », Slant Magazine, 9 avril 2014
28. ↑  (en) James Jackson Toth, « The 10 Best Nirvana Songs », Stereogum, 4 avril 2014 (consulté le 20 décembre 2017)
29. ↑  (en) « Come as You Are Versions », sur secondhandsongs.com (consulté le 28 mars 2013).
30. ↑  (en) Kevin Rutherford, « 'Captain Marvel' '90s Songs Leap in Sales & Streams Following Film's Premiere », sur Billboard, 21 mars 2019
31. ↑  (en) Gil Kaufman, « Kurt Cobain's Hometown Adds 'Come As You Are' To Welcome Sign », MTV, 11 avril 2005 (consulté le 27 mars 2013).
32. ↑  (en) « Nirvana– Come As You Are », sur discogs.com, Discogs.
33. ↑  (en) « Nirvana– Come As You Are », sur discogs.com, Discogs.
34. ↑  (en) « Nirvana– Come As You Are », sur discogs.com, Discogs.
35. ↑  (en) « Nirvana– Come As You Are », sur discogs.com, Discogs.
36. ↑  (en) « Nirvana– Come As You Are », sur discogs.com, Discogs.
37. ↑  (en) « Nirvana– Come As You Are », sur discogs.com, Discogs.
38. ↑  (en) « Nirvana– Come As You Are », sur discogs.com, Discogs.
39. ↑  (en) « Nirvana– Come As You Are », sur discogs.com, Discogs.